# گوشپی آواری
گوشپی آواری (انگلیسی: Goshpi Avari) قایقران قایق بادبانی زن است. او به همراه همسرش بیرام در بازی‌های آسیایی ۱۹۸۲ به مدال طلا دست یافته است.